# حسابداری انرژی
حسابداری انرژی (انگلیسی: Energy accounting) یک سیستم مورد استفاده برای اندازه‌گیری، تجزیه و تحلیل و ارائه گزارش مصرف انرژی می‌باشد، که به‌منظور کنترل مصرف انرژی و تأثیر آن بر محیط زیست، مورد استفاده قرار می‌گیرد. حسابداری انرژی همچنین از زیرسیستم‌های استفاده شده در سامانه‌های مدیریت انرژی در سازمان‌ها است، که برای اندازه‌گیری و آنالیز میزان مصرف انرژی با هدف استفاده بهره‌ورانه از انرژی، استفاده می‌شود.